# Municipio de Hopewell (condado de Washington)
El municipio de Hopewell (en inglés: Hopewell Township) es un municipio ubicado en el condado de Washington en el estado estadounidense de Pensilvania. En el año 2000 tenía una población de 992 habitantes y una densidad poblacional de 19 personas por km².

## Geografía
El municipio de Hopewell se encuentra ubicado en las coordenadas 40°13′53″N 80°23′58″O / 40.23139, -80.39944.

## Demografía
Según la Oficina del Censo en 2000 los ingresos medios por hogar en la localidad eran de $42,411 y los ingresos medios por familia eran $45,673. Los hombres tenían unos ingresos medios de $33,250 frente a los $24,750 para las mujeres. La renta per cápita para la localidad era de $16,708. Alrededor del 7,8% de la población estaban por debajo del umbral de pobreza.